# Eisenbahnunfall von Steglitz
Der Eisenbahnunfall von Steglitz ereignete sich am 2. September 1883 im Bahnhof Steglitz, als eine Menschenmenge ein Gleis überschritt, auf dem im gleichen Moment ein Eilzug von Berlin nach Magdeburg durchfuhr. Mindestens 39 Menschen starben.

## Ausgangslage
Der 2. September 1883 war ein Sonntag und am Abend wollten Hunderte Berliner, die einen Tagesausflug in die damals noch vor den Toren Alt-Berlins gelegene Landgemeinde Steglitz unternommen hatten, mit dem Zug nach Berlin zurückfahren.

### Bahnhofsanlage

Plan des Bahnhofs Steglitz im Jahr 1883 mit Markierung der Unfallstelle

An der zweigleisigen Berlin-Potsdamer Eisenbahn war 1874 das neue Empfangsgebäude des Bahnhofs Steglitz eröffnet worden. Die vier Bahnsteigkanten wurden von zwei Außenbahnsteigen und einem Mittelbahnsteig bedient. Die beiden südlichen Gleise waren die Durchfahrgleise und mit den Nummern 1 und 2 bezeichnet, die nördlichen Gleise dienten planmäßig nur den Zügen, die in Steglitz endeten oder begannen. Sie trugen die Bezeichnung Gleis 3 und 4, obwohl dies die Seite war, an der das Empfangsgebäude stand. Alle Gleise lagen damals höhengleich auf Straßenniveau – der heutige Damm wurde erst später errichtet. Eine Bahnsteigsperre zum Erreichen des Hauptbahnsteiges war noch nicht vorhanden. Nicht ungewöhnlich war damals, dass Fahrgäste Gleise queren mussten, um Reisezüge zu erreichen. Eine Unter- oder Überführung gab es nicht. Zum Schutz war auf der Nordseite des Mittelbahnsteiges eine stabile Absperrung aus Eichenholz errichtet, die das unerlaubte Überqueren der Durchgangsgleise 1 und 2, um den südlich gelegenen Außenbahnsteig zu erreichen, verhindern sollte. Zur Freigabe dieses Personenüberganges waren drei oder vier Schiebebäume vorhanden, die in Abstimmung auf den Zugverkehr und in ihrer Anzahl auf das Fahrgastaufkommen durch den Bahnhofsvorstand und mehrere Arbeiter bedient wurden.

### Betrieb
Zum Unfallzeitpunkt hielten in Steglitz lediglich Nahverkehrszüge, Züge des Fernverkehrs durchfuhren den Bahnhof. Am südlichen Außenbahnsteig fuhren in der Regel die durchgehenden Züge nach Berlin ab. Es war allgemein bekannt, dass die Kapazität des Bahnhofs für den ständig zunehmenden Verkehr, vor allem mit Berlin, nicht mehr ausreichend war. Eigentlich hätte ein betriebssicherer Umbau des Bahnhofs schon im Frühjahr 1883 stattfinden sollen, der Preußische Landtag hatte das aber als „Verschwendung“ eingestuft und die Haushaltsmittel verweigert. Nach dem Eisenbahnunfall mit 39 Toten wurde das Geld bewilligt.
Etwa 800 Personen warteten am Hausbahnsteig vor Gleis 4 auf den Personenzug nach Berlin, der um 21:52 Uhr abfahren sollte. Die Fahrgäste waren ungeduldig, weil durch den starken Rückreiseverkehr die Züge so voll waren, dass in vorangefahrenen Zügen schon nicht alle mitgekommen waren. Der Personenzug nach Berlin hatte fünf Minuten Verspätung und fuhr auf dem Durchgangsgleis, Gleis 1, ein. In der Gegenrichtung war ein Eilzug von Berlin (ab 21:50 Uhr) nach Magdeburg unterwegs, dessen Fahrt ihn auf dem Durchgangsgleis der Gegenrichtung am Mittelbahnsteig durch Gleis 2 vorbeiführte.

## Unfallhergang
Wegen der Verspätung des Personenzugs entschied der Fahrdienstleiter, zunächst den Eilzug passieren zu lassen, erst anschließend den Personenübergang freizugeben und vorher den Personenzug so zum Halten zu bringen, dass die Fahrgäste durch die östlichste Sperre vor dessen Lokomotive, nach Durchfahrt des Eilzugs, auf den Bahnsteig hätten gelangen können. Eine Ansage zu diesem Betriebsablauf fand auf dem Bahnsteig nicht statt.
Noch bevor der Eilzug den Bahnhof durchfuhr, fuhr auf Gleis 1 der Personenzug ein und hielt. Die Fahrgäste befürchteten nun, den Zug zu verpassen, da der Personenübergang – für sie nicht nachvollziehbar – nicht geöffnet wurde. Einige Fahrgäste überkletterten daraufhin den Sperrzaun, weitere folgten, schoben die Eisenbahner zur Seite und öffneten die Absperrung eigenmächtig. Die Menge, in der Sorge ihren Zug zu verpassen, drängte über das nach Magdeburg führende Gleis 2, um überwiegend den Personenzug schon an der bahnsteigfreien Seite zu „stürmen“. Ein Eisenbahner versuchte noch, den Eilzug mit einer Handlampe zum Stehen zu bringen, was aber nicht gelang. Er konnte nicht mehr rechtzeitig bremsen und fuhr in die Menschenmenge. Die Personen, die sich im Gleisbett befanden, hatten durch das Gedränge keine Chance, auszuweichen.

## Folgen

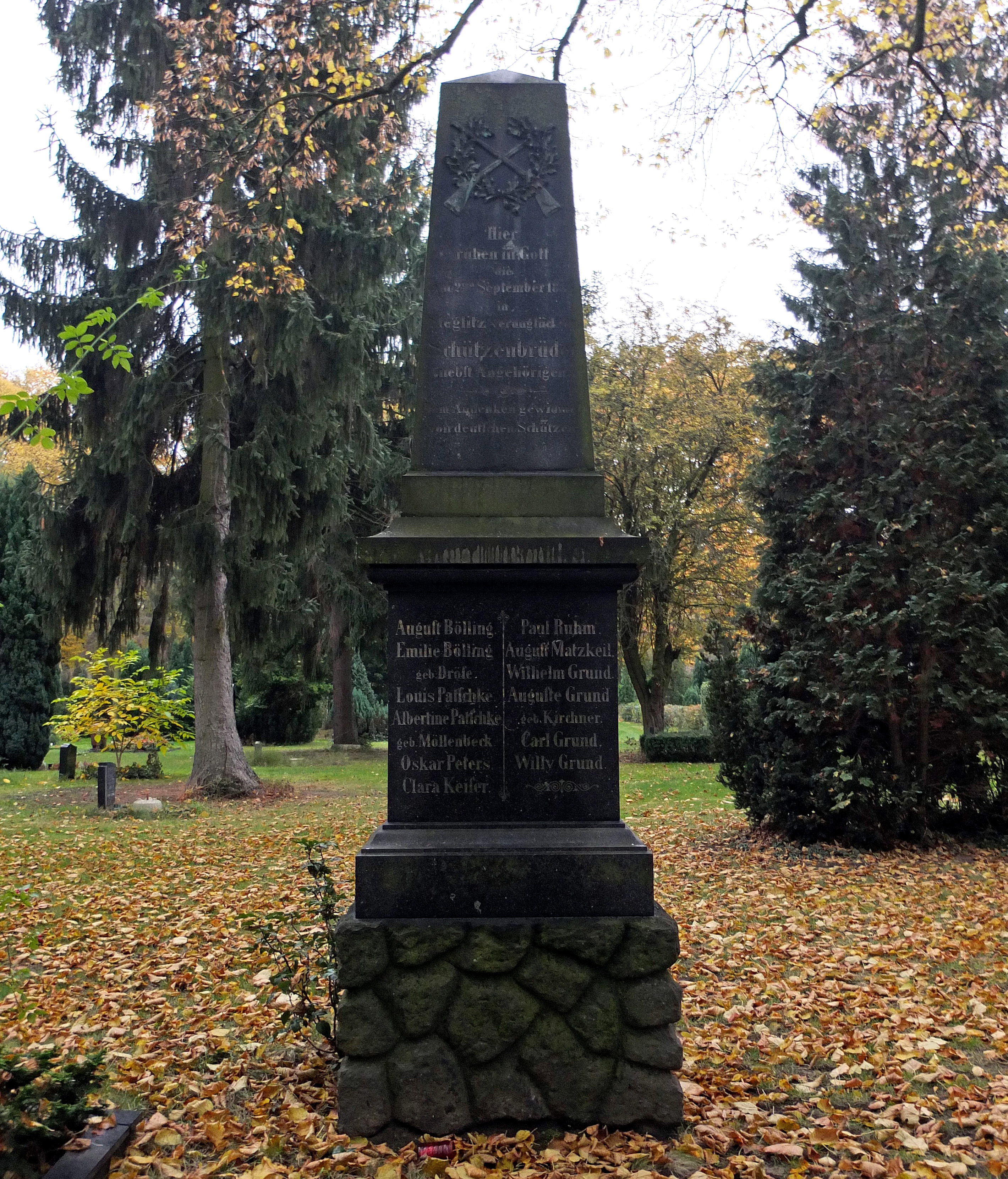
Grabstein für die umgekommenen Mitglieder des Schützenvereins „Freundschaft“

39 Tote, darunter fünf Kinder, acht Schwerverletzte und zahlreiche Leichtverletzte forderte der Unfall. Allein der Berliner Schützenverein „Freundschaft“ verlor zwölf Mitglieder bzw. deren Angehörige bei dem Unfall, die in einem Gemeinschaftsgrab auf dem Neuen Luisenstadt-Friedhof an der Hermannstraße in Neukölln beigesetzt wurden.
Der Unfall beschleunigte generell den Bau von Bahnsteigtunneln auf preußischen Hauptbahnen. Wo dies nicht möglich war, wurden die örtlichen Betriebsvorschriften verschärft.
Der Bahnhof Steglitz selbst wurde in Hochlage gebracht und mit einem Bahnsteigtunnel unter den Gleisen versehen, von dem aus der Bahnsteig am zweiten Gleis mit einer Treppe erreicht werden konnte. Damit war die für den Unfall von 1883 maßgebliche Gefahrenquelle beseitigt.